# Okres sprawozdawczy
Okres sprawozdawczy – zgodnie z ustawą o rachunkowości z dnia 29 września 1994 r. (art. 3 ust. 1 pkt 8) – jest to okres, za który sporządza się sprawozdanie finansowe w trybie przewidzianym ustawą lub inne sprawozdania sporządzone na podstawie ksiąg rachunkowych. Najczęściej jest to rok obrotowy.